# Fragata griega Hydra
Hydra (F-452) (griego Φ/Γ Ύδρα) es el primer navío de las fragatas griegas clase Hydra y buque insignia de la Armada griega. El buque fue construido en el mismo astillero que la fragata de clase Blohm + Voss MEKO 200, en cuyo diseño se basó. Tres navíos más fueron construidos por Hellenic Shipyards en Skaramagas durante los años siguientes. Es el quinto barco en la marina helénica en portar el nombre Hydra.
El Hydra fue la primera de cuatro fragatas del tipo MEKO 200 (siendo las cuatro Hydra, Spetsai, Psara y Salamis) ordenadas por el gobierno griego. El barco fue entregado a la Armada helénica el 15 de octubre de 1992 y navegó por primera vez en aguas griegas el 28 de enero de 1993. Es escudo de armas de la fragata Hydra es la misma aquello de su predecesor. Está basado en una de las banderas bajo la cual los barcos Hydra navegaron durante la revolución de 1821.
En abril de 1988, el Armada helénica propuso y aprobó las cuatro fragatas del tipo MEKO 200 en un esfuerzo por modernizar su flota. Después de un largo proceso de negociación, los siguientes contratos fueron firmados para cumplir el programa:
- Un contrato con el Consorcio ΜΕΚΟ (MC), Blohm + Voss AG y Thyssen Rheinstahl Technik para construir la fragata en Alemania.
- Un segundo contrato con el Consorcio MEKO para suministrar partes a los astilleros Hellenic Shipyards co. para construir las otras tres fragatas de la clase Hydra en Scaramanga, Grecia

## Historia del nombre
El nombre del barco proviene la isla de Hydra, cuya flota participó en la guerra de independencia nacional en 1811. Junto con las flotas de las islas griegas de Spectate y Para, la flota de Hydra tuvo éxito en tomar control del Mar Egeo e impidió exitosamente que el Imperio Otomano desplegara su flota.
- El primer Hydra era una corbeta de velas con 26 cañones, el cual fue adquirido por el Gobierno griego y comisionado por la Flota Nacional en su primera formación oficial en 1840. Fue quemado en 1821 en la Isla de Poros.
- El segundo era un vapor cañonero de 433 toneladas construido en la Black Well Shipyard en Inglaterra en 1891. Estaba armado con un cañón fijo Krupp 270/30 y un pequeño cañón de fuego rápido.
- El tercero era un buque tipo ironclad con un desplazamiento de 4,808 toneladas, construido por la compañía francesa Forges et Chantiers de la Mediterranée en el Astillero de St. Nazarene entre 1887 y 1891. Tras adiciones y modificaciones en su armamento, este Hydra participó en operaciones navales en 1897 y 1912-13. Fue retirado en 1918 y anclado en la isla de Poros donde fue utilizado como escuela de logística entre 1922 y 1929, y finalmente desguazado.
- El cuarto era uno de cuatro destructores clase Dardo, con un desplazamiento completo de 1946 toneladas y una velocidad de prueba de 41.5 nudos. El Hydra de la clase Dardo fue encargado en 1942 y construido por el astillero Odero-Terni-Orlando en La Spezia, Italia. Participó en operaciones navales durante la Segunda Guerra Mundial y en la primera incursión de superficie en el canal de Otranto (15 - 16 Nov. 1941). El 22 de abril de 1942, fue hundido tras un ataque de buzos cerca de los islotes Loussess en el Golfo Sarónico. Muchos de sus oficiales fallecieron durante el ataque.